# Tamika Catchings
Tamika Devonne Catchings, coniugata Smith (Stratford, 21 luglio 1979), è un'ex cestista statunitense, professionista nella WNBA.
È l'unica giocatrice professionista nella storia della pallacanestro ad aver messo a segno una quintupla doppia. L'evento memorabile, mai ripetuto da nessun cestista, né uomo né donna, risale ad una gara liceale femminile disputata nel 1997, in cui mise a segno 25 punti, 18 rimbalzi, 11 assist, 10 recuperi e 10 stoppate. È membro del Naismith Memorial Basketball Hall of Fame dal 2020.

## Carriera
È stata selezionata dalle Indiana Fever al primo giro del Draft WNBA 2001 (3ª scelta assoluta).

## Statistiche
- Massimo di punti: 32 (4 volte)
- Massimo di rimbalzi: 16 (3 volte)
- Massimo di assist: 11 vs Chicago Sky (8 luglio 2007)
- Massimo di palle rubate: 9 vs Minnesota Lynx (26 luglio 2002)
- Massimo di stoppate: 5 vs Charlotte Sting (18 giugno 2006)

Dati aggiornati il 31 dicembre 2016

### Regular season
| Stagione | Squadra         | Competizione    | Partite | Partite | Partite | Statistiche tiro | Statistiche tiro | Statistiche tiro | Altre statistiche | Altre statistiche | Altre statistiche | Altre statistiche | Altre statistiche |
| Stagione | Squadra         | Competizione    | Pres.   | Titol.  | Minuti  | Tiri da 2        | Tiri da 3        | Liberi           | Rimb.             | Assist            | Rubate            | Stopp.            | Punti             |
| --- | --------------- | --------------- | ------- | ------- | ------- | ---------------- | ---------------- | ---------------- | ----------------- | ----------------- | ----------------- | ----------------- | ----------------- |
| 2002 | Indiana Fever   | WNBA            | 32      | 32      | 1167    | 184/439          | 76/193           | 150/184          | 276               | 118               | 94                | 43                | 594               |
| 2003 | Indiana Fever   | WNBA            | 34      | 34      | 1210    | 221/512          | 74/191           | 155/183          | 272               | 114               | 72                | 35                | 671               |
| 2004 | Indiana Fever   | WNBA            | 34      | 33      | 1149    | 180/468          | 56/167           | 152/178          | 249               | 115               | 67                | 38                | 568               |
| 2005 | Indiana Fever   | WNBA            | 34      | 34      | 1174    | 157/410          | 35/123           | 152/193          | 264               | 143               | 90                | 16                | 501               |
| 2006 | Indiana Fever   | WNBA            | 32      | 32      | 1072    | 162/398          | 32/107           | 165/204          | 240               | 119               | 94                | 35                | 521               |
| 2007 | Indiana Fever   | WNBA            | 21      | 21      | 678     | 108/259          | 23/74            | 109/133          | 189               | 98                | 66                | 22                | 348               |
| 2008 | Indiana Fever   | WNBA            | 25      | 17      | 694     | 101/258          | 38/88            | 92/115           | 157               | 83                | 49                | 11                | 332               |
| 2009 | Indiana Fever   | WNBA            | 34      | 34      | 1084    | 157/407          | 40/122           | 158/181          | 245               | 107               | 99                | 18                | 512               |
| 2010 | Indiana Fever   | WNBA            | 34      | 34      | 1068    | 207/428          | 47/105           | 157/185          | 242               | 135               | 77                | 30                | 618               |
| 2011 | Indiana Fever   | WNBA            | 33      | 33      | 1040    | 168/384          | 32/92            | 143/162          | 233               | 115               | 67                | 30                | 511               |
| 2012 | Indiana Fever   | WNBA            | 34      | 34      | 1036    | 200/463          | 50/132           | 140/162          | 258               | 107               | 70                | 29                | 590               |
| 2013 | Indiana Fever   | WNBA            | 30      | 30      | 942     | 179/452          | 36/112           | 136/158          | 213               | 71                | 85                | 31                | 530               |
| 2014 | Indiana Fever   | WNBA            | 16      | 16      | 430     | 90/202           | 14/38            | 64/81            | 102               | 30                | 27                | 13                | 258               |
| 2015 | Indiana Fever   | WNBA            | 30      | 30      | 799     | 125/327          | 18/61            | 125/144          | 213               | 67                | 55                | 24                | 393               |
| 2016 | Indiana Fever   | WNBA            | 34      | 34      | 844     | 146/337          | 35/100           | 106/123          | 163               | 66                | 62                | 10                | 433               |
| Totale carriera | Totale carriera | Totale carriera | 457     | 448     | 14386   | 2385/5744 41,5%  | 606/1705 35,5%   | 2004/2386 84,0%  | 3316              | 1488              | 1074              | 385               | 7380              |
| Nota: per la NBA, la WNBA e la NCAA, la colonna "Tiri da 2" comprende la somma dei tiri dal campo (tiri da 2 + tiri da 3). |                 |                 |         |         |         |                  |                  |                  |                   |                   |                   |                   |                   |

### Play-off
| Stagione | Squadra         | Competizione    | Partite | Partite | Partite | Statistiche tiro | Statistiche tiro | Statistiche tiro | Altre statistiche | Altre statistiche | Altre statistiche | Altre statistiche | Altre statistiche |
| Stagione | Squadra         | Competizione    | Pres.   | Titol.  | Minuti  | Tiri da 2        | Tiri da 3        | Liberi           | Rimb.             | Assist            | Rubate            | Stopp.            | Punti             |
| --- | --------------- | --------------- | ------- | ------- | ------- | ---------------- | ---------------- | ---------------- | ----------------- | ----------------- | ----------------- | ----------------- | ----------------- |
| 2002 | Indiana Fever   | WNBA            | 3       | 3       | 103     | 22/45            | 8/21             | 9/11             | 32                | 7                 | 4                 | 1                 | 61                |
| 2005 | Indiana Fever   | WNBA            | 4       | 4       | 146     | 21/59            | 5/12             | 22/28            | 37                | 9                 | 8                 | 1                 | 69                |
| 2006 | Indiana Fever   | WNBA            | 2       | 2       | 62      | 10/31            | 4/8              | 4/6              | 12                | 7                 | 2                 | 1                 | 28                |
| 2007 | Indiana Fever   | WNBA            | 6       | 6       | 196     | 27/73            | 5/19             | 36/41            | 66                | 19                | 13                | 3                 | 95                |
| 2008 | Indiana Fever   | WNBA            | 3       | 3       | 113     | 15/34            | 3/11             | 28/30            | 23                | 18                | 3                 | 2                 | 61                |
| 2009 | Indiana Fever   | WNBA            | 10      | 10      | 357     | 56/122           | 9/36             | 51/60            | 104               | 54                | 33                | 14                | 172               |
| 2010 | Indiana Fever   | WNBA            | 3       | 3       | 107     | 19/46            | 5/14             | 13/16            | 26                | 9                 | 9                 | 2                 | 56                |
| 2011 | Indiana Fever   | WNBA            | 6       | 5       | 190     | 19/57            | 4/15             | 18/23            | 50                | 14                | 13                | 3                 | 60                |
| 2012 | Indiana Fever   | WNBA            | 10      | 10      | 354     | 56/149           | 17/52            | 61/68            | 85                | 31                | 23                | 18                | 190               |
| 2013 | Indiana Fever   | WNBA            | 4       | 4       | 124     | 22/51            | 5/15             | 25/32            | 31                | 10                | 6                 | 3                 | 74                |
| 2014 | Indiana Fever   | WNBA            | 5       | 5       | 170     | 23/74            | 1/9              | 36/40            | 46                | 16                | 13                | 3                 | 83                |
| 2015 | Indiana Fever   | WNBA            | 11      | 11      | 359     | 58/134           | 15/32            | 48/56            | 76                | 29                | 22                | 11                | 179               |
| 2016 | Indiana Fever   | WNBA            | 1       | 1       | 30      | 4/12             | 0/3              | 5/6              | 10                | 0                 | 3                 | 0                 | 13                |
| Totale carriera | Totale carriera | Totale carriera | 68      | 67      | 2310    | 352/887 39,7%    | 81/247 32,8%     | 356/417 85,4%    | 598               | 223               | 152               | 62                | 1141              |
| Nota: per la NBA, la WNBA e la NCAA, la colonna "Tiri da 2" comprende la somma dei tiri dal campo (tiri da 2 + tiri da 3). |                 |                 |         |         |         |                  |                  |                  |                   |                   |                   |                   |                   |

## Palmarès
- NCAA: 1
University of Tennessee: 1998
- Torneo olimpico: 3
Nazionale statunitense: Atene 2004, Pechino 2008, Londra 2012.
- Campionato WNBA: 1

Indiana Fever: 2012
- WNBA Most Valuable Player: 1

2011
- WNBA Finals Most Valuable Player: 1

2012
- WNBA Defensive Player of the Year: 5

2005, 2006, 2009, 2010, 2012
- WNBA Rookie of the Year (2002)
- 7 volte All-WNBA First Team (2002, 2003, 2006, 2009, 2010, 2011, 2012)
- 5 volte All-WNBA Second Team (2004, 2005, 2007, 2013, 2015)
- 10 volte WNBA All-Defensive First Team (2005, 2006, 2007, 2008, 2009, 2010, 2011, 2012, 2013, 2015)
- 2 volte WNBA All-Defensive Second Team (2014, 2016)
- 8 volte migliore nelle palle recuperate WNBA (2002, 2005, 2006, 2007, 2009, 2010, 2013, 2016)